# Biodiversidad de Argentina
La biodiversidad de Argentina incluye una amplia variedad de especies animales y vegetales que lo han vuelto uno de los países «megadiversos» del mundo.
Ciertas estrategias para la conservación de la biodiversidad en el país han sido llevadas a cabo por organizaciones como la Fundación Vida Silvestre, responsable de la creación del Parque nacional Campos del Tuyú y de la Reserva San Pablo de Valdés, entre otras. La Estrategia Nacional de Biodiversidad constituye un esfuerzo gubernamental para «un mayor conocimiento de los bienes y servicios ambientales, la conservación y protección de la biodiversidad y su utilización en un marco de desarrollo sostenible».
De acuerdo con un informe de la Plataforma Intergubernamental Científico-normativa sobre Diversidad Biológica y Servicios de los Ecosistemas, el 25 % de las especies de Argentina se encuentran en peligro de extinción.

## Elementos

### Ecorregiones
Argentina posee dieciocho ecorregiones, lo que lo vuelve uno de los países «megadiversos» del mundo. Sus ecorregiones son las siguientes:
| Ecorregión                  | Descripción | Flora                                                          | Fauna | Imagen | Referencia(s) |
| --------------------------- | --- | -------------------------------------------------------------- | --- | ------ | ------------- |
| Altos Andes                 | Posee muy bajas precipitaciones y en forma de nieve y granizo a lo largo del año, una baja temperatura en general y vientos fuertes. | Estepas de iros y coirones (pastos de hojas duras y punzantes) | Cóndor andino, varias especies de camineras, bandurritas, gauchos, dormilones, yales, comesebos, y cabecitas negras; anfibios como el sapo andino y varios saurios endémicos y mamíferos como el chinchillón, chinchillas y zorro colorado. |        | [ 4 ] [ 5 ]   |
| Puna                        | Altiplanicie neotropical de tipo herbazal de montaña con 3800 metros de altitud promedio | Tolas y tolillas, queñoa.                                      | Vicuñas, suris, guanacos; roedores como chinchillones, chinchillas, cuises y ratones; aves como el suri o ñandú petiso, cóndor andino, flamencos; lagartijas y serpientes.                                                                  |        | [ 6 ] [ 7 ]   |
| Monte de sierras y bolsones | Es una estepa arbustiva tendida sobre valles intermontanos, bolsones y laderas serranas. | Especies arbóreas, como el algarrobo.                          | Guanacos, tortugas terrestres, pumas, vizcachas, el pichiciego menor, la boa de las vizcacheras y el águila coronada. |        | [ 8 ]         |
| Selva de las Yungas         | Se caracteriza por tener diferentes características según la altura del suelo; sus árboles suelen ser muy elevados; «es fundamental para el equilibrio ecológico de otras ecorregiones y sirve para retener enormes cantidades de agua que luego irrigan y fertilizan enormes extensiones». | Bromeliáceas y cactus.                                         | Yaguareté, loro alisero y la ardilla roja y el Burgo. |        | [ 9 ] [ 10 ]  |
| Chaco Seco                  | Posee bosques xerófilos, y en menor medida pastizales, cardonales y salinas. | Quebracho colorado santiagueño.                                | Yaguareté, tatú carreta y el chancho quimilero. |        | [ 11 ]        |
| Chaco húmedo                | Posee bosques cerrados, sabanas, cañadas, esteros y lagunas. | Palmeras.                                                      | Boas, yacarés, monos, corzuelas, carpinchos, pecaríes y múltiples aves acuáticas. |        | [ 12 ]        |
| Delta e islas del Paraná    | Se divide en tres regiones: el Delta Superior, el Delta Medio y el Delta Inferior. Es catalogada como «zona de transición» entre la Mesopotamia y la llanura pampeana. |                                                                | Ciervo de los pantanos. |        | [ 13 ] [ 14 ] |
| Bosques Patagónicos         | Franja boscosa con numerosas masas de agua. | Coihue, la lenga, el roble pellín, el raulí y ñire.            | Pumas, zorros, guanacos, huillín, huemul. |        | [ 15 ] [ 16 ] |
| Campos y Malezales          | Cubre una planicie ondulada. | Pajonales.                                                     | Aguará guazú, el ciervo de los pantanos y el venado de las pampas; aves como el ñandú, los inambúes, el tordo amarillo y la cachirla dorada.                                                                                                |        | [ 17 ] [ 18 ] |
| Espinal                     | Bosques armados de espinas típicos de ambientes secos que «representa la herradura arbórea que ciñe al pastizal pampeano». | Algarrobos                                                     | Venado de las pampas, gato montés, el zorro gris y el ñandú. |        | [ 19 ] [ 20 ] |
| Estepa Patagónica           | Ocupa la mayor parte de las llanuras, mesetas y serranías del extremo sur del continente americano. | Arbustos achaparrados y pastos ralos.                          | Macá tobiano |        | [ 21 ] [ 22 ] |
| Esteros del Iberá           | Humedal una profundidad que no supera los tres metros y que se encuentra cubierto por plantas acuáticas. |                                                                | Ciervo de los pantanos, yacaré, oso hormiguero. |        | [ 23 ] [ 24 ] |
| Islas del Atlántico Sur     | Comprende un conjunto de estepas achaparradas, pastizales y turberas. |                                                                | Elefantes marinos, lobos marinos antárticos, pingüinos de frente dorada y pingüinos rey. |        | [ 25 ] [ 26 ] |
| Monte de Llanuras y Mesetas | Franja más árida del país |                                                                | Maras, cuises, pumas, guanacos, zorros grises y choiques. |        | [ 27 ]        |
| Pampa                       | Constituye una de las llanuras más fértiles de la Tierra. | Pastizales                                                     | Venado de las pampas, tordo amarillo, el yetapá de collar, el capuchino pecho blanco, la cachirla dorada y el cauquén colorado. |        | [ 28 ] [ 29 ] |
| Selva Paranaense            | Uno de los últimos remanentes del Bosque Atlántico. | Orquídeas                                                      | 500 especies de aves, yaguareté, águila harpía, el zorro pitoco y la corzuela enana |        | [ 30 ] [ 31 ] |
| Antártida                   | Abarca las islas Shetland y Orcadas y gran parte de la península Antártica. |                                                                | Albatros, petreles, pingüinos, cormoranes, skuas, palomas antárticas, gaviotines, lobos y elefantes marinos, ballena azul. |        | [ 32 ] [ 33 ] |
| Mar argentino               | Incluye las aguas de la plataforma continental y la franja litoraleña, y posee una considerable concentración de fito y zooplancton. | Bosques de cachiyuyo.                                          | Ballena franca austral, pingüino de Magallanes y lobo de un pelo. |        | [ 34 ]        |